# Floyd Rose
A ponte de tremolo flutuante trata-se de um equipamento que pode ser instalado em guitarras elétricas, desde o modelo clássico Stratocaster até Les Paul e Flying V, dotado de um sistema de micro-afinação que permite ajustar micro tons do instrumento, além de poder alterar o pitch da nota tanto ascendente quanto descendente.
Atualmente este tipo de sistema é adotado em guitarras como Ibanez, ESP, Fender, Jackson, Peavey, entre outras, sendo as preferidas entre os guitarristas de Heavy Metal, Melodic Death Metal e Hard Rock. Pode-se notar seu uso demasiado na década de 80 e 90, e entre seus maiores admiradores está Dimebag Darrell, Eddie Van Halen e Richie Sambora . Floyd Rose trata-se de uma marca, e não do produto em si, assim como existe demais marcas de ponte flutuante como: Schaller e Gotoh (principais marcas de ponte flutuante utilizadas por guitarristas famosos, tais como: Steve Vai, Joe Satriani, Paul Gilbert, entre outros). É como a "Gillette", ela é uma marca de lâmina de barbear, entra várias; o mesmo serve  para "Modess",que é uma marca de absorvente feminino, ou a Bom Bril, marca de palha de aço, entre tantos.

## Galeria de fotos

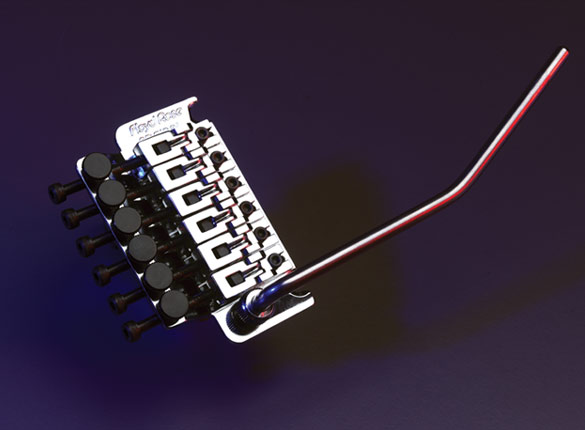
Floyd Rose original
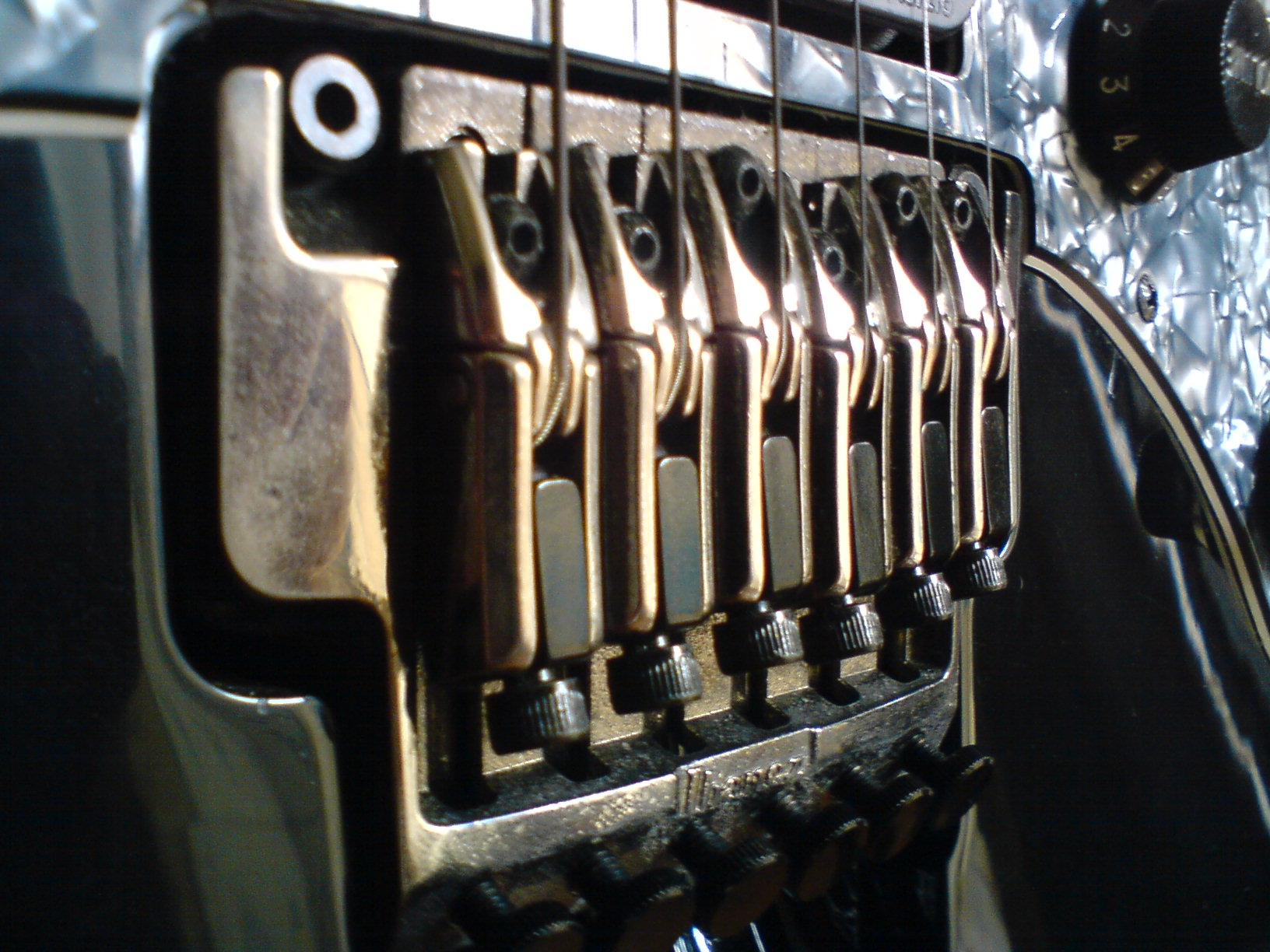
Ibanez Edge Pro II
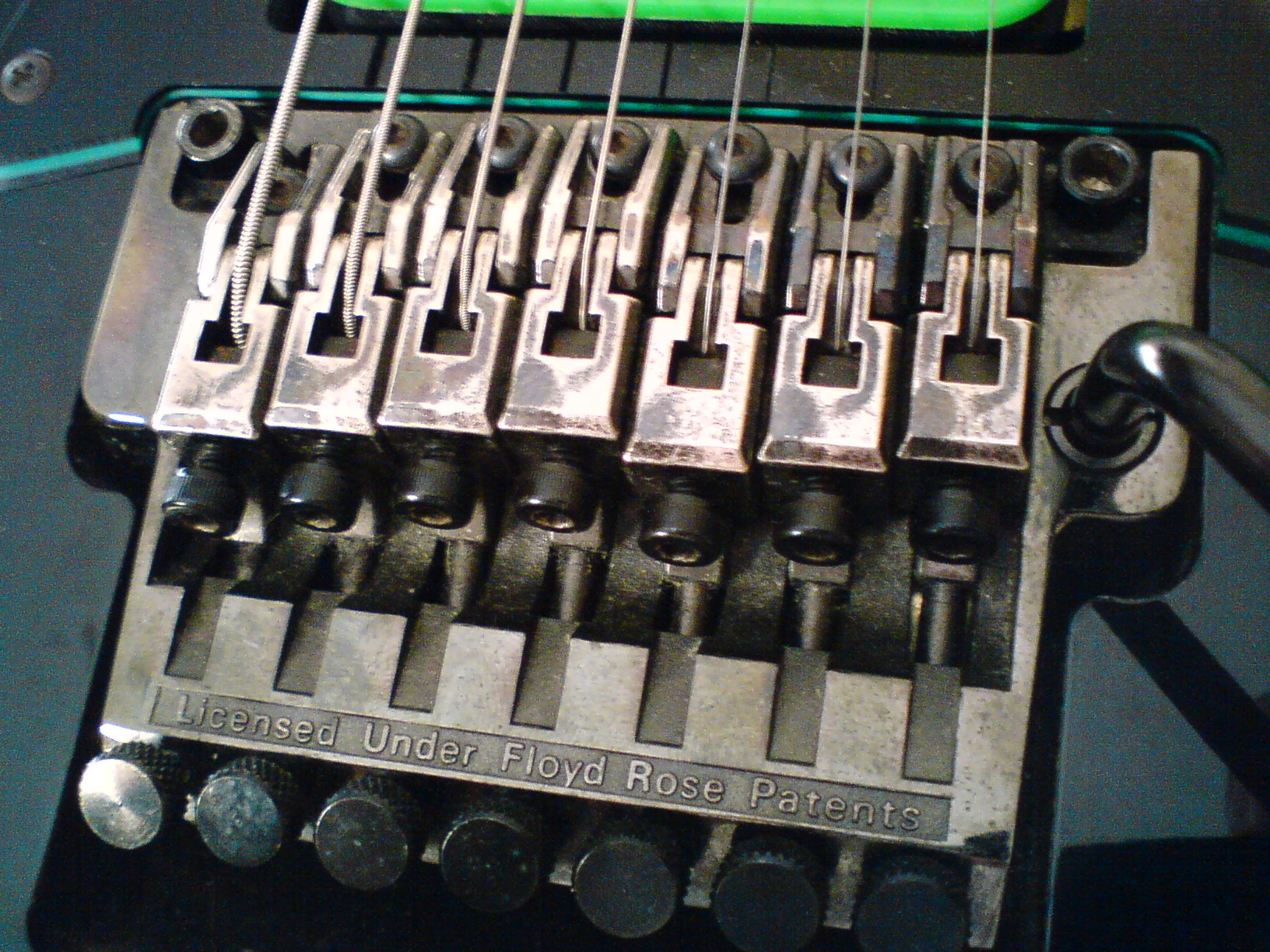
Ibanez Lo Pro Edge, 7 cordas